# Srednji glavni bojni tank
Srednji glavni bojni tank (tudi srednji bojni tank; angleško Medium Main Battle Tank; kratica MMBT) je tank, ki ga po značilnostih uvrščamo med lahke in glavne bojne tanke.
Srednji glavni bojni tank je tako obdržal gibčnost, majhnost in mobilnost lahkega tanka, toda povečala se mu je oborožitev in oklep. Tako so srednji glavni bojni tanki zmožni delovati tako proti pehoti kot proti drugim tankom, a proti slednjim le z omejenim učinkom. 
V času druge svetovne vojne so večino tankov predstavljali prav srednji glavni bojni tanki, ki so imeli top kalibra med 60 in 75 mm. Glede na današnjo pojmovanje pa številni starejši težki tanki spadajo med srednje glavne bojne tanke, saj se je do danes močno povečala oborožitev in osnovna debelina oklepa.